# Berufsverband der Psychologinnen und Psychologen Liechtensteins
Der Berufsverband der Psychologinnen und Psychologen Liechtensteins (BPL) ist die Standesvertretung der Psychologen in Liechtenstein. Er wurde 1977 gegründet und setzt sich für die wissenschaftlichen Belange des Faches Psychologie ebenso ein wie für eine bedürfnisgerechte psychotherapeutische und psychosoziale Versorgung der Bevölkerung.
Der BPL ist Mitglied der Arbeitsgemeinschaft der Verbände deutschsprachiger Psychologinnen und Psychologen sowie der Europäischen Föderation der Psychologenverbände (EFPA).